# (2834) Christy Carol
(2834) Christy Carol es un asteroide perteneciente al cinturón de asteroides, descubierto el 9 de octubre de 1980 por Carolyn Shoemaker desde el Observatorio del Monte Palomar, Estados Unidos.

## Designación y nombre
Designado provisionalmente como 1980 TB4. Fue nombrado Christy Carol en homenaje a "Christine Carol Woodard" hija de la descubridora.